# Provinciale Utrechtsche Geoctroyeerde Compagnie

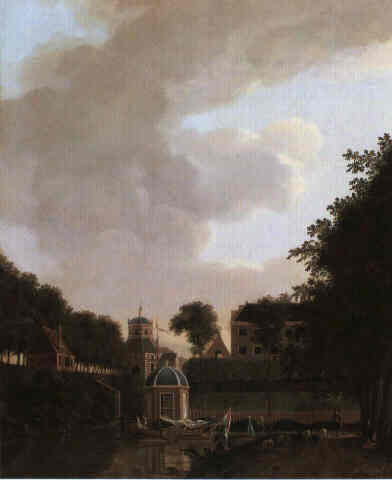
Gezicht op het Lucasbolwerk met het Suikerhuis.

De Provinciale Utrechtsche Geoctroyeerde Compagnie was tussen 1720 en 1752 een naamloze vennootschap met haar thuisbasis in het huidige Nederland.
De compagnie werd in 1720 opgericht om investeringen te verkrijgen voor de aanleg van de Eemvaart, die de stad Utrecht via de Eem toegang tot de Zuiderzee zou moeten geven, zodat de stad als zeehaven zou kunnen gaan fungeren. Internationaal vonden er in dat jaar grootschalige speculaties plaats waarin veel ondernemingen in windhandel opborrelden, met als verschil dat deze compagnie in de Republiek een van de weinige was die het enige tijd zou gaan uithouden. Voor de aantrekking van kapitaal werden in de stad Utrecht Joden getolereerd omdat hun inleg bruikbaar was voor het opstarten van deze compagnie. De bedoeling was dat de compagnie 10 miljoen gulden aan vermogen zou krijgen. Uit de gehele Republiek investeerden mensen in de compagnie, waaronder 150 Sefardische Joden, echter er werd maar een half miljoen gulden opgehaald. Tot de aanleg van het kanaal is het nooit gekomen. Projecten die wel gestalte kregen waren de organisatie van loterijen en in 1721 de oprichting van het Suikerhuis te Utrecht. Ook startte ze al vroeg met de exploitatie van een koffieplantage in Suriname met zo'n 80 slaven. 
De compagnie had in de beginperiode te kampen met een dubieuze directie en geen van de projecten zou succesvol worden. Na zware verliezen werd het Suikerhuis in 1744 verkocht. In 1752 werd de Provinciale Utrechtsche Geoctroyeerde Compagnie definitief opgeheven.